# 南篠崎町
南篠崎町（みなみしのざきまち）は、東京都江戸川区の地名。住居表示実施済み。現行行政地名は南篠崎町一丁目から五丁目。郵便番号は133-0065（集配局 : 小岩郵便局）。

## 地理
江戸川区南東部に位置し、篠崎地域の南端部に当たる。主に住宅地として利用される。
北で谷河内二丁目、北東は篠崎町四・六丁目、東は下篠崎町、南東は東篠崎二丁目、南は江戸川一丁目、西は東瑞江一丁目および瑞江二丁目。
篠崎を称する上篠崎、北篠崎、西篠崎、篠崎町、東篠崎町、東篠崎、下篠崎町との総称で「篠崎」と呼称されることもある。町域北部には江戸風鈴を製作している、老舗の篠原風鈴本舗がある。

### 地価
住宅地の地価は、2025年（令和7年）1月1日の公示地価によれば、南篠崎町1-6-18の地点で41万円/m2、南篠崎町3-15-2の地点で51万3000円/m2となっている。

## 歴史
1932年（昭和7年）の江戸川区成立時に南篠崎町が成立した。1966年（昭和41年）、篠崎地区の町名地番変更により、南篠崎町一〜四丁目が成立。この時、篠崎街道東側の地区と、下篠崎町内の飛地は従来の南篠崎町のまま存続した。
1987年（昭和62年）に南篠崎町一丁目及び下篠崎町に住居表示が実施された。同時に篠崎街道東側の地区は南篠崎町五丁目として町名変更が実施された。丁目なしの旧・南篠崎町はこの時に廃止されている。また、この時点まで存続していた前野町は南篠崎町五丁目に編入され、消滅した。その後、1993年（平成5年）に南篠崎町四丁目、1994年（平成6年）に同三丁目、2001年（平成13年）に同二丁目の住居表示が実施されている。二・三丁目には旧・下鎌田町の区域を含んでいる。
南篠崎町四丁目と五丁目が隣り合わず、離れて存在するのは、以上のように五丁目のみが遅れて成立したためである。

## 世帯数と人口
2025年（令和7年）1月1日現在（江戸川区発表）の世帯数と人口は以下の通りである。
| 丁目           | 世帯数    | 人口     |
| -------------- | --------- | -------- |
| 南篠崎町一丁目 | 2,044世帯 | 4,614人  |
| 南篠崎町二丁目 | 2,140世帯 | 4,450人  |
| 南篠崎町三丁目 | 1,354世帯 | 2,343人  |
| 南篠崎町四丁目 | 2,195世帯 | 4,734人  |
| 南篠崎町五丁目 | 1,849世帯 | 3,969人  |
| 計             | 9,582世帯 | 20,110人 |

### 人口の変遷
国勢調査による人口の推移。
| 年                 | 人口   |
| ------------------ | ------ |
| 1995年（平成7年）  | 10,904 |
| 2000年（平成12年） | 16,075 |
| 2005年（平成17年） | 17,787 |
| 2010年（平成22年） | 18,695 |
| 2015年（平成27年） | 19,117 |
| 2020年（令和2年）  | 19,360 |

### 世帯数の変遷
国勢調査による世帯数の推移。
| 年                 | 世帯数 |
| ------------------ | ------ |
| 1995年（平成7年）  | 4,004  |
| 2000年（平成12年） | 6,254  |
| 2005年（平成17年） | 6,866  |
| 2010年（平成22年） | 7,398  |
| 2015年（平成27年） | 7,769  |
| 2020年（令和2年）  | 8,365  |

## 学区
区立小・中学校に通う場合、学区は以下の通りとなる（令和5年度より）。なお、江戸川区では学校選択制度を導入しており、区内全域から選択することが可能。。
| 丁目           | 番地                                 | 小学校                   | 中学校                   |
| -------------- | ------------------------------------ | ------------------------ | ------------------------ |
| 南篠崎町一丁目 | 全域                                 | 江戸川区立鎌田小学校     | 江戸川区立篠崎第二中学校 |
| 南篠崎町二丁目 | 1番 6から9番 11番以降                | 江戸川区立鎌田小学校     | 江戸川区立瑞江第三中学校 |
| 南篠崎町二丁目 | 2〜5番                               | 江戸川区立下鎌田東小学校 | 江戸川区立瑞江第三中学校 |
| 南篠崎町二丁目 | 10番                                 | 江戸川区立下鎌田小学校   | 江戸川区立瑞江第三中学校 |
| 南篠崎町三丁目 | 1番1〜7号 8番1〜4号                  | 江戸川区立下鎌田小学校   | 江戸川区立瑞江第二中学校 |
| 南篠崎町三丁目 | 1番8〜15号 2〜7番 8番5〜21号 9番以降 | 江戸川区立南篠崎小学校   | 江戸川区立瑞江第三中学校 |
| 南篠崎町四丁目 | 全域                                 | 江戸川区立南篠崎小学校   | 江戸川区立篠崎中学校     |
| 南篠崎町五丁目 | 1〜10番                              | 江戸川区立江戸川小学校   | 江戸川区立篠崎第二中学校 |
| 南篠崎町五丁目 | 11〜13番                             | 江戸川区立篠崎第三小学校 | 江戸川区立篠崎第二中学校 |

## 産業

### 事業所
2021年（令和3年）現在の経済センサス調査による事業所数と従業員数は以下の通りである。
| 丁目           | 事業所数  | 従業員数 |
| -------------- | --------- | -------- |
| 南篠崎町一丁目 | 129事業所 | 1,136人  |
| 南篠崎町二丁目 | 145事業所 | 1,282人  |
| 南篠崎町三丁目 | 113事業所 | 1,087人  |
| 南篠崎町四丁目 | 111事業所 | 1,303人  |
| 南篠崎町五丁目 | 41事業所  | 375人    |
| 計             | 539事業所 | 5,183人  |

### 事業者数の変遷
経済センサスによる事業所数の推移。
| 年                 | 事業者数 |
| ------------------ | -------- |
| 2016年（平成28年） | 525      |
| 2021年（令和3年）  | 539      |

### 従業員数の変遷
経済センサスによる従業員数の推移。
| 年                 | 従業員数 |
| ------------------ | -------- |
| 2016年（平成28年） | 4,425    |
| 2021年（令和3年）  | 5,183    |

## 交通

### 鉄道
町域内に鉄道駅は存在しない。しかし隣接する瑞江に1路線1駅が所在するため、住民の鉄道交通機関の利用に支障は少ない。以下に最寄駅を挙げる。
- 東京都交通局（都営地下鉄）
  - 新宿線：瑞江駅（瑞江）、篠崎駅（篠崎町）

### 路線バス
京成バスが走っており瑞江駅、篠崎駅、小岩駅、新小岩駅、南行徳駅、新浦安駅と連絡している。
- 京成バス
  - 新小71系統

主に鹿骨街道・篠崎街道
  - 小72系統

主に篠崎街道
  - 小73系統

主に柴又街道
  - 小76系統
  - 瑞75系統

### 道路
道路
- 東京都道307号王子金町江戸川線（柴又街道）

## 施設
- 小岩消防署篠崎出張所
- 小松川警察署南篠崎交番
- 江戸川区立南篠崎小学校
- 江戸川区立鎌田小学校
- 瑞江駅前郵便局
- 共育プラザ南篠崎 - 旧・南篠崎児童館。
- 江戸川共済病院
- 南篠崎第二公園
- 南篠崎さくら公園
- 南篠崎たいよう公園
- 南篠崎たぶのき公園
- 南篠崎つつじ公園
- 東部フレンド公園
- 瑞江ゴルフガーデン
- 西光寺 - 真言宗豊山派の仏教寺院。
- 立木観音堂（wikidata）
- 天祖神社
- 篠崎キリスト教会